# Tilly Ramsay
Matilda Elizabeth Ramsay (Londres, 8 de noviembre de 2001) es una chef y presentadora de televisión británica, más conocida por presentar el programa de cocina de la BBC, Matilda and the Ramsay Bunch en CBBC junto a su familia. Ramsay ha hecho numerosas apariciones en televisión, incluyendo This Morning, Blue Peter, MasterChef Junior, Friday Night Jazz y The Late Late Show with James Corden. Sus padres son Tana Ramsay, autora de libros de cocina, y Gordon Ramsay, un famoso chef. Ella participó en la decimonovena temporada de Strictly Come Dancing.

## Vida y carrera
Antes de que Ramsay comenzara a presentar Matilda and the Ramsay Bunch en CBBC, hizo varias apariciones en los programas de televisión de su padre como MasterChef Junior y Hell's Kitchen de 2010 a 2015.
En 2015, se anunció que tendría su propio programa de cocina y entretenimiento en CBBC. Matilda and the Ramsay Bunch, que está dirigida al público más joven, protagoniza a todos los miembros de la familia Ramsay durante sus vacaciones de verano. La primera serie se emitió el 14 de abril de 2015, la segunda serie se emitió el 6 de mayo de 2016 y la tercera serie se emitió el 5 de mayo de 2017. Cada serie se compone de 15 episodios.
Ramsay creció en Londres, pero divide su tiempo entre el suroeste de Londres y Los Ángeles para la carrera televisiva de su padre. Ha sido una gran cocinera desde una edad temprana.
Su hermana, Megan Ramsay, corrió la Maratón de Londres en 2017 en memoria de su hermano pequeño Rocky, luego de que su madre sufriera un aborto espontáneo cinco meses después de su embarazo en junio de 2016.
Se anunció en junio de 2017 que el programa de CBBC de Ramsay, Matilda and the Ramsay Bunch, se había renovado para una cuarta serie que salió al aire en 2018, estrenándose el 24 de abril de ese año.
Desde septiembre de 2018, ella junto a su padre, aparece en el programa de ITV, This Morning, en un segmento de cocina regular titulado «Big Chef Little Chef», en el cual los Ramsay cocinaban y tratar de ayudar a los niños a comenzar a cocinar.
Hizo una aparición en la temporada 18 de Hell's Kitchen como invitada especial en el octavo episodio, donde el servicio de cena se centró en su fiesta de cumpleaños de sus dulces dieciséis.
Prestó su voz a la compañía One Potato Two Potato, propiedad de All3Media, originalmente una empresa conjunta entre Optomen y su padre, donde dice el nombre de la compañía en un estilo de cantar a coro.
En 2021, Ramsay compitió en la decimonovena serie de Strictly Come Dancing y fue emparejada con el bailarín profesional Nikita Kuzmin. El 28 de noviembre de 2021, se convirtió en la novena celebridad en ser eliminada de la competencia.

## Filmografía
| Año        | Título                          | Papel       | Notas                                                                  |
| ---------- | ------------------------------- | ----------- | ---------------------------------------------------------------------- |
| 2005, 2006 | The F Word                      | Ella misma  | Recurrente (serie 1)                                                   |
| 2010–2018  | Hell's Kitchen                  | Ella misma  | Invitado recurrente; 4 episodios                                       |
| 2015, 2018 | MasterChef Junior               | Ella misma  | Invitada, Temporada 3 - Episodio 5 Invitada, Temporada 6 - Episodio 7. |
| 2015–2019  | Matilda and the Ramsay Bunch    | Ella misma  | Presentadora; Serie 5                                                  |
| 2015, 2016 | The One Show                    | Ella misma  | Invitada                                                               |
| 2016       | Blue Peter                      | Ella misma  | 1 episodio: «Especial del día del padre»                               |
| 2017       | Sam & Mark's Big Friday Wind-Up | Ella misma  | Invitada                                                               |
| 2017       | The F Word                      | Ella misma  | Invitada, episodios 4 y 7                                              |
| 2021       | Celebrity MasterChef Australia  | Concursante | Serie 2                                                                |
| 2021       | Strictly Come Dancing           | Concursante | Serie 19                                                               |

## Premios y nominaciones
| Año  | Premiación       | Categoría                | Resultado |
| ---- | ---------------- | ------------------------ | --------- |
| 2015 | Children's BAFTA | Children's Entertainment | Nominada  |
| 2015 | Children's BAFTA | Kids' Vote Television    | Nominada  |
| 2016 | Children's BAFTA | Entertainment            | Nominada  |